# IxSHE Tell
『IxSHE Tell』（アイシーテル）は、HOOKSOFTより2018年2月23日に発売されたPC用18禁恋愛アドベンチャーゲーム。2020年1月30日にはエンターグラムよりPlayStation 4、PlayStation Vita、Nintendo Switch版が発売された。

## あらすじ
主人公の二宮 肇は島内にある学園の生徒会長である。百数十年に続く恋愛禁止の校則を撤廃した。

## 登場人物
二宮 肇 （にのみや はじめ）
本作の主人公で生徒会長で恋愛禁止という校則を撤廃した。
花守 栞織 （はなもり しおり）
声 - 波奈束風景
主人公の幼馴染で一番の理解者。
小清水 香純 （こしみず かすみ）
声 - 奏雨
主人公と幼い頃に面識があり、編入してきた。
結城 彩楓 （ゆうき あやか）
声 - 卯衣
ミスコン2連覇中で圧倒的な人気を誇る。
古塚 由依 （こづか ゆい）
声 - 鈴谷まや
生粋のお嬢様で兄弟校の生徒会長。
山吹 芳乃 （やまぶき よしの）
声 - 桐谷永美
生徒会の副会長。

## 開発
小清水香純はハニートラップをコンセプトに生み出されており、主人公にストレートな好意を向けてくる分、裏があると疑いたくなるようなキャラクターとなった。本作のシナリオライターの一人である 桜城なおは、「Getchu.com」内のコラムに寄せたコメントの中で、奏雨の甘い声により香純というキャラクターが完成したと述べている。また、香純にはいたずら好きな一面もあり、こちらも奏雨の演技によってよい感じに仕上がったという。

## スタッフ
- キャラクターデザイン・原画 - RINKS
- シナリオ - 桜城なお[2]、松倉慎二